# Видровац
Видровац је насеље у Србији у општини Неготин у Борском округу. Према попису из 2022. у насељу је било 618 становника (према попису из 2011. има 656 становника (према попису из 2002. било је 822 становника).

## Положај села
Видровац је ратарско сеоско насеље збијеног типа удаљено 6 километара северозападно од Неготина. Смештено је на 150 метара надморске висине, на десној долинској страни Јасеничке реке, десне притоке Дунава. Северна географска ширина насеља је 44° 16’ 01”, источна географска дужина 22° 29’ 25”, а површина атара 2.608 хектара. До овог насеља се може стићи директним асфалтним путем од Неготина.

## Историја
Насеље се први пут спомиње у турским пописима 1530. године као насеље са 44 кућа, односно 1586. године као насеље са 30 кућа.
Село обилује изворском водом, а наводно је испод села била нека бара са видрама због којег је добило име. На узвишењу јужног од брда налазе се остаци римског града Ад Аквас кога су сељаци скоро уништили трагајући за „благом цара Радована”. Село су, сматра се, основали Срби са Косова и првобитно се звало Трстеник због трскара.
На аустријским картама из 1723-1725. године забележено је под називом Vidrovatz, а 1736. и 1784. као Vedrovatz. Године 1807. помиње се „Марко видровачки кнез“ а 1811. године село Видровац. Године 1846. у селу је било 104 куће, 1866. 181, а 1924. године 334 куће.
По предању су у Селишту, које је на левој страни Јасеничке Реке, пре 300-400 и више година, засновали село досељеници „од Косова“. Доцније се село преместило на место Градине, које је испод данашњег села и, како је ту било много трске, назвало се Трстеник. Тек када се преместило на данашње место названо је Видровац. Премештању из Селишта у Градину био је узрок „велика хладноћа“, а нарочито што је Јасеничка Река честим надоласком онемогућавала пролаз на њену десну страну, где су мештани имали највише земље. Пошто су се преместили са места Градине оснивачи Видровца су се настанили око Кладенца а познији досељеници се се настанили око њих, осим оних који су „уљези“ у старе родове.
Данашње насеље се дели на Горњи, Средњи и Доњи крај, антропогеографским и етнолошким изучавањима сврстано је у српска насеља које је након Првог светског рата имало следеће фамилије: Маткуљани (слава Ђурђевдан), Дојићи (слава Митровдан), Миличићи (слава Свети Арханђео), Нејкићи (слава Свети Јован), Чепићи и Точићи (слава Свети Арханђео), Јагликићи (слава Ђурђевдан), Нујкићи (слава Свети Трифун), Јовичићи (слава Свети Арханђео), Попаљескићи (слава Свети Тома), Бађичи, Деванићи и Срећковићи (слава Обретење), Филиповићи (слава Ђурђевдан), Паковићи (слава Свети Арханђео), Давидовићи (слава Ђурђевдан), Пајићи (слава Свети Арханђео), Николићи (слава Свети Арханђео), Комарчићи (слава Свети Трифун), Мисићи и Лазићи (слава Ђурђевдан), Ристићи (слава Митровдан), Јањићи (слава Ђурђевдан), Радуловићи (слава Ђурђевдан), Пауцићи (слава Свети Никола), Јововићи (слава Свети Трифун), Цукићи (слава Свети Арханђео), Шигуловићи (слава Свети Стеван), Обретковићи (слава Свети Трифун), Ђинђалчићи (слава Обретење и Ђурђевдан), Карађулићи (слава Свети Арханђео), Стевановићи (слава Свети Стеван), Прцићи (слава Свети Никола), Ђокићи (слава Ђурђевдан), Костићи (слава Ђурђевдан), Пајкићи (слава Ваведење), Гиндаковићи (слава Петковица), Стефановићи (слава Света Петка Параскева), Николићи (слава Свето Никола), Радуловићи (слава Петковица) и Ђорђевићи (слава Света Петка Параскева).
Заветина насеља је Свети Јован Богослов, док је православни храм у насељу посвећен Светом оцу Николају изграђен 1906. године.
Становништво Видровца је православно, приликом пописа национално се изјашњава као српско и углавном се бави ратарством, сточарством и виноградарством.
Године 1921. Видровац је имало 334 кућа и 1.574 становника, године 1948. 388 кућа и 1.654 становника, а 2002. године 344 кућа и 816 становника.
Почетком 2007. године на сталном и привременом раду у иностранству било је 154 становника из овог насеља (у Аустрији 80, у Француској 45, у Швајцарској 12, у Немачкој 7, у Сједињеним Америчким Државама 7 и у Италији 3 становника).
Четвороразредна основна школа у насељу постоји од 1872. године (од 1982. године као подручно одељење школе „Вук Караџић“ из Неготина). Школске 2006/2007. године је имала 29 ученика.
Земљорадничка задруга у Видровцу је основана 1905. године, задружни дом 1949. године, насеље добија електричну расвету 1958. године, водовод 1970, а телефонске везе са светом 1983. године.

## Демографија
Према последњем попису из 2022. године у Видровцу је живело 618 становника што је за 47 мање у односу на 2011. када је на попису било 656 становника. У насељу живи 564 пунолетних становника, а просечна старост становништва износи 51,65 година (51,56 код мушкараца и 51,74 код жена).
Према подацима пописа из 2022. у насељу има 262 домаћинства, а просечан број чланова по домаћинству је 2,36 а према истом попису у насељу има 409 стамбених јединица од којих је 295 насељених.
Ово насеље је великим делом насељено Србима (према попису из 2002. године).
|  |

| Демографија | Демографија | Демографија |
| Година      | Становника  | Становника  |
| ----------- | ----------- | ----------- |
| 1948.       | 1.654       |             |
| 1953.       | 1.665       |             |
| 1961.       | 1.599       |             |
| 1971.       | 1.435       |             |
| 1981.       | 1.325       |             |
| 1991.       | 1.126       | 987         |
| 2002.       | 822         | 1.013       |
| 2011.       | 656         |             |
| 2022.       | 618         |             |

| Етнички састав према попису из 2002.‍ | Етнички састав према попису из 2002.‍ | Етнички састав према попису из 2002.‍ | Етнички састав према попису из 2002.‍ | Етнички састав према попису из 2002.‍ |
| ------------------------------------ | ------------------------------------ | ------------------------------------ | ------------------------------------ | ------------------------------------ |
|                                      |                                      |                                      |                                      |                                      |
| Срби                                 | Срби                                 |                                      | 817                                  | 99,39%                               |
| Власи                                | Власи                                |                                      | 3                                    | 0,36%                                |
| Румуни                               | Румуни                               |                                      | 1                                    | 0,12%                                |
| непознато                            | непознато                            |                                      | 0                                    | 0,0%                                 |

| \| \| м \| \| \| ж \| \| ? \| 0 \| \| \| 0 \| \| 80+ \| 9 \| \| \| 18 \| \| 75—79 \| 31 \| \| \| 34 \| \| 70—74 \| 35 \| \| \| 54 \| \| 65—69 \| 39 \| \| \| 39 \| \| 60—64 \| 22 \| \| \| 39 \| \| 55—59 \| 16 \| \| \| 24 \| \| 50—54 \| 39 \| \| \| 38 \| \| 45—49 \| 33 \| \| \| 27 \| \| 40—44 \| 19 \| \| \| 20 \| \| 35—39 \| 24 \| \| \| 17 \| \| 30—34 \| 23 \| \| \| 22 \| \| 25—29 \| 32 \| \| \| 25 \| \| 20—24 \| 14 \| \| \| 18 \| \| 15—19 \| 14 \| \| \| 9 \| \| 10—14 \| 13 \| \| \| 10 \| \| 5—9 \| 19 \| \| \| 18 \| \| 0—4 \| 16 \| \| \| 12 \| \| Просек : \| 46,5 \| \| \| 50,9 \| |      |  |  |      |
| |      |  |  |      |
| | м    |  |  | ж    |
| ? | 0    |  |  | 0    |
| 80+ | 9    |  |  | 18   |
| 75—79 | 31   |  |  | 34   |
| 70—74 | 35   |  |  | 54   |
| 65—69 | 39   |  |  | 39   |
| 60—64 | 22   |  |  | 39   |
| 55—59 | 16   |  |  | 24   |
| 50—54 | 39   |  |  | 38   |
| 45—49 | 33   |  |  | 27   |
| 40—44 | 19   |  |  | 20   |
| 35—39 | 24   |  |  | 17   |
| 30—34 | 23   |  |  | 22   |
| 25—29 | 32   |  |  | 25   |
| 20—24 | 14   |  |  | 18   |
| 15—19 | 14   |  |  | 9    |
| 10—14 | 13   |  |  | 10   |
| 5—9 | 19   |  |  | 18   |
| 0—4 | 16   |  |  | 12   |
| Просек : | 46,5 |  |  | 50,9 |

| Година пописа     | 1948. | 1953. | 1961. | 1971. | 1981. | 1991. | 2002. |
| ----------------- | ----- | ----- | ----- | ----- | ----- | ----- | ----- |
| Број домаћинстава | 388   | 384   | 387   | 357   | 328   | 293   | 255   |

| Број чланова      | 1  | 2  | 3  | 4  | 5  | 6  | 7  | 8  | 9 | 10 и више | Просек |
| ----------------- | -- | -- | -- | -- | -- | -- | -- | -- | - | --------- | ------ |
| Број домаћинстава | 60 | 55 | 37 | 40 | 27 | 16 | 10 | 10 | 0 | 0         | 3,22   |

| Пол    | Укупно | Неожењен/Неудата | Ожењен/Удата | Удовац/Удовица | Разведен/Разведена | Непознато |
| ------ | ------ | ---------------- | ------------ | -------------- | ------------------ | --------- |
| Мушки  | 350    | 55               | 242          | 38             | 15                 | 0         |
| Женски | 384    | 23               | 242          | 97             | 22                 | 0         |
| УКУПНО | 734    | 78               | 484          | 135            | 37                 | 0         |

| Пол    | Укупно                    | Пољопривреда, лов и шумарство | Рибарство                            | Вађење руде и камена | Прерађивачка индустрија       |
| ------ | ------------------------- | ----------------------------- | ------------------------------------ | -------------------- | ----------------------------- |
| Мушки  | 192                       | 93                            | 0                                    | 0                    | 43                            |
| Женски | 135                       | 109                           | 0                                    | 0                    | 6                             |
| Укупно | 327                       | 202                           | 0                                    | 0                    | 49                            |
|        |                           |                               |                                      |                      |                               |
| Пол    | Производња и снабдевање   | Грађевинарство                | Трговина                             | Хотели и ресторани   | Саобраћај, складиштење и везе |
| Мушки  | 8                         | 4                             | 15                                   | 1                    | 8                             |
| Женски | 0                         | 0                             | 7                                    | 0                    | 1                             |
| Укупно | 8                         | 4                             | 22                                   | 1                    | 9                             |
|        |                           |                               |                                      |                      |                               |
| Пол    | Финансијско посредовање   | Некретнине                    | Државна управа и одбрана             | Образовање           | Здравствени и социјални рад   |
| Мушки  | 0                         | 5                             | 6                                    | 0                    | 4                             |
| Женски | 0                         | 2                             | 2                                    | 0                    | 7                             |
| Укупно | 0                         | 7                             | 8                                    | 0                    | 11                            |
|        |                           |                               |                                      |                      |                               |
| Пол    | Остале услужне активности | Приватна домаћинства          | Екстериторијалне организације и тела | Непознато            | Непознато                     |
| Мушки  | 1                         | 0                             | 0                                    | 4                    | 4                             |
| Женски | 1                         | 0                             | 0                                    | 0                    | 0                             |
| Укупно | 2                         | 0                             | 0                                    | 4                    | 4                             |